# Benton (Alabama)
Benton ist eine Town im Lowndes County im US-amerikanischen Bundesstaat Alabama. Nach der Volkszählung aus dem Jahr 2000 hatte Benton 47 Einwohner, nach einer Schätzung aus dem Jahr 2010 waren es 49 Einwohner.

## Geographie
Bentons geographische Koordinaten sind 32° 18′ N, 86° 49′ W (32,306248, −86,817551). Nach den Angaben des United States Census Bureaus hat Benton eine Gesamtfläche von 0,9 km², wovon 0,8 km² auf Land und 0,1 km² (= 8,82 %) auf Gewässer entfallen. Die Stadt liegt im Zentrum Alabamas im Süden der Vereinigten Staaten und unmittelbar am 512 Kilometer langen Alabama River, der später in den Mobile River übergeht und schließlich in den Mobile Bay und den Golf von Mexiko mündet.
Nahegelegene Orte sind unter anderem White Hall (6 km östlich), Tyler (7 km nordwestlich), Sardis (16 km südwestlich) und Selma (20 km nordwestlich). Die nächste größere Stadt ist mit 205.000 Einwohnern die etwa 37 Kilometer östlich entfernt gelegene Hauptstadt Alabamas, Montgomery.

## Geschichte
Der ursprüngliche Name der Stadt war Maull's Landing, da sie auf Land lag, das James Maull erworben hatte. 1832 legte er dort die heutige Stadt an. Ihren neuen Namen erhielt sie bei ihrer Eingemeindung in Anlehnung an Thomas Hart Benton, einen Kommandanten aus South Carolina. In der Ära der Dampfschiffe wurde Benton zu einer Handelszentrum am Alabama River. 1855 wurde das Stadtgebiet stark erweitert, nachdem Edward Maull große Stücke Land erwarb und diese an die Stadt abtrat. 1870 wohnten hier etwa 2627 Menschen.
Als der Schienenverkehr die Dampfschiffe als wichtigster Transportweg ablöste, nahm die Bedeutung der Stadt rapide ab und ihre Einwohnerzahl sank, bis heute verblieben nur wenige Dutzend Bewohner in der Stadt.

## Verkehr
Durch den Süden der Stadt verlaufen auf gemeinsamer Trasse der U.S. Highway 80 und die Alabama State Route 8.
Etwa 15 Kilometer westlich befindet sich der Flughafen der Stadt Selma, Craig Field, 36 Kilometer östlich außerdem der Regionalflughafen Montgomery.

## Demographie
Nach der Volkszählung 2000 hatte Benton 47 Einwohner, die sich auf 18 Haushalte und 14 Familien verteilten, Die Bevölkerungsdichte betrug 58,5 Einwohner/km². 76,6 % der Bevölkerung waren weiß, 24,4 % afroamerikanisch. in 38,9 % der Haushalte lebten Kinder unter 18 Jahren. Das Durchschnittseinkommen eines Haushaltes betrug 90.000 Dollar, 7,5 % der Bevölkerung lebten unterhalb der Armutsgrenze.
Bis zur Volkszählung 2010 stieg die Einwohnerzahl leicht auf 49.

## Persönlichkeiten
- Bill Traylor (1856–1949), autodidaktischer Zeichner und Maler